# Drensteinfurt
Drensteinfurt (dolnoniem. Stewwert) – miasto w Niemczech, w kraju związkowym Nadrenia Północna-Westfalia, w rejencji Münster, w powiecie Warendorf. Liczy 15 395 mieszkańców (2010).